# جميل جيجك (سياسي)
جميل جيجك (بالتركية: Cemil Çiçek) (و. 1946  م) هو سياسي، ومحامي تركي، ولد في يوزغات، هو عضوٌ في حزب العدالة والتنمية.

## مناصب
تولى منصب عضو في البرلمان التركي.

## التعليم
تعلم في كلية الحقوق في جامعة إسطنبول ‏.